# Novo Horizonte (São Paulo)
Novo Horizonte – miasto brazylijskie leżące w stanie São Paulo, na wysokości 447 metrów nad poziomem morza. W roku 2004 obszar miasta liczący 935,39 km² zamieszkiwało 33 451 ludzi.
W mieście ma siedzibę klub piłkarski Grêmio Novorizontino.